# شهرک مهدیه (مرودشت)
شهرک مهدیه، روستایی از توابع بخش مرکزی شهرستان مرودشت در استان فارس ایران است.

## جمعیت
این روستا در دهستان کناره قرار دارد و براساس سرشماری مرکز آمار ایران در سال ۱۳۹۵، جمعیت آن ۲٬۷۳۴ نفر (۸۶۱ خانوار) بوده‌است.